# Ahmed Dogan
Ahmed Demir Dogan (en bulgare Ахмед Демир Доган, en turc : Ahmet Demir Doğan) est un homme politique bulgare né le 29 mars 1954 dans le village Ptchelarovo de l'oblast de Varna. Il est longtemps le dirigeant du parti Mouvement des droits et libertés, qui défend les droits de la minorité turque de Bulgarie. Il revient temporairement à la tête du parti à la suite de la démission de Mustafa Karadayı, en novembre 2023.

## Biographie
Dogan est titulaire d'un doctorat de philosophie de l'Université de Choumen obtenu en 1984, et a été nommé à l'Institut de philosophie de l'Académie des Sciences de Bulgarie.
Entre 1974 et 1988, sous le régime communiste, il a été collaborateur de la police secrète (Comité pour la sécurité d'État) sous le pseudonyme d'Angelov. Radoslaw Rajkow, l'agent l'ayant recruté à l'époque à l'Université, dira dans une interview en 1992 que les études d'Ahmed Dogan lui ont été payées en retour, et sa place au sein de l'Académie des sciences de Bulgarie favorisée.
Dogan a été arrêté en 1986 puis condamné à dix ans de prison par le tribunal de Varna pour son opposition à l'assimilation des minorités turques de Bulgarie. Cependant, selon certains auteurs sa condamnation aurait été une mise en scène de la police secrète et Dogan aurait continué d'être informateur en prison. Il est finalement gracié le 22 décembre 1989.
Il est victime d'une agression le 19 janvier 2013, lors d’un congrès du Mouvement des droits et libertés à Sofia. Son agresseur pointe un pistolet à quelques centimètres de son visage, mais celui-ci s'enraye et le coup ne part pas. Dogan repousse l'homme avant que la sécurité n'intervienne. L'arme utilisée étant un pistolet à gaz (type d'arme utilisé pour l’airsoft et non mortel), il n'aurait fait que de légères blessures si le coup était parti,.
Quelques heures plus tard, Ahmed Dogan annonce sa démission de la tête du parti, officiellement une décision prise de longue date et n'ayant aucun rapport avec cet incident.
L'agresseur est identifié comme Oktai Enimehmedov, déjà arrêté pour possession de stupéfiants, vols et vandalisme. Le 23 octobre 2014, la cour d'appel de Sofia confirme la sentence rendue le 23 février précédent par les juges de première instance, le condamnant à trois ans et demi d'emprisonnement pour hooliganisme et menaces de mort, l'acquittant du chef de tentative de meurtre.